# Nordholz
Nordholz este o comună din landul Saxonia Inferioară, Germania.